# Sacco di Anversa
Il sacco di Anversa, talvolta noto come sacco di Antwerp o Furia spagnola ad Anversa, fu un episodio della guerra degli ottant'anni. Fu il più grande massacro civile della storia del Belgio.
Il 4 novembre 1576, i tercios spagnoli ammutinatisi iniziarono a saccheggiare Anversa, portando tre giorni di terrore ed orrori tra la popolazione della città che era uno dei principali centri culturali, economici e finanziari delle Diciassette Province. Il saccheggio selvaggio portò le province dei Paesi Bassi unirsi contro la corona spagnola. La devastazione causò inoltre il declino di Anversa come principale città della regione ed aprì la strada alla crescita di Amsterdam.

## Cause
La causa principale del saccheggio fu il ritardo nei pagamenti dei soldati di Filippo II. La Spagna aveva di recente dichiarato la bancarotta ed i 400 000 fiorini destinati al pagamento delle truppe erano andati perduti nell'affondamento di un vascello presso le coste inglesi.
I soldati spagnoli, arrabbiati per essere costretti a combattere senza sosta né paga contro i ribelli olandesi, avevano già saccheggiato Zierikzee e Aalst, fatto che aveva portato quindici province lealiste (Olanda e Zelanda erano nelle mani dei ribelli) a recarsi presso gli Stati Generali col proposito di chiedere la rimozione dei mercenari dai Paesi Bassi. Questa era una procedura comune con la soldataglia all'epoca: senza rompere la propria disciplina, i soldati sceglievano un loro nuovo capo chiamato "eletto" e marciavano in perfetto ordine sotto il suo comando su qualsiasi fosse l'obbiettivo prescelto. In questo caso l'obbiettivo fu Anversa.

## Il sacco di Anversa
L'idea di saccheggiare Anversa venne al comandante spagnolo della Cittadella di Anversa, Sancho Dávila y Daza. Egli tentò di convincere il comandante delle truppe tedesche nella città, il conte Otto IV van Eberstein, figlio di Guglielmo IV di Eberstein, a lasciare la città nelle mani degli spagnoli.
Eberstein invece avvisò il governatore Compagny (o Champagny) di Anversa ed insieme improvvisarono la difesa della città contro gli spagnoli. Il 3 novembre, il governatore Compagny si pose alla testa di 6000 valloni al comando del marchese Charles Philippe de Croÿ. Anche questa azione ad ogni modo fu particolarmente rischiosa in quanto anche i valloni erano dei mercenari. Circa 10 000 civili aiutarono la città nelle proprie difese. Dávila comunque aveva preparato accuratamente il suo attacco ed aveva contattato per tempo altre truppe ammutinate provenienti da Aalst, Lier, Breda e Maastricht, le quali riuscirono a convergere in breve tempo sulla città.
Il 4 novembre alle 11:00 gli spagnoli attaccarono. Le difese civili si dimostrarono inermi di fronte agli allenati spagnoli che facilmente penetrarono in città. Come si temeva, i valloni non combatterono neppure ma si diedero alla fuga o persino parteciparono al saccheggio della città con gli spagnoli (a seconda delle varie fonti). I civili con le truppe tedesche tentarono di resistere. Eberstein annegò nel fiume Schelde tentando di fuggire.
Circa 7000 vite vennero perse in quella sola giornata oltre a moltissimi beni in tutta la città. La crudeltà e la distruzione in quei tre giorni di saccheggio divenne nota come "Furia spagnola".

## Conseguenze
Questo evento scioccante colpì moltissimi olandesi e persino molti cattolici, i quali si rivoltarono negativamente contro la monarchia asburgica spagnola, facendo tracollare anche la reputazione di Filippo II. Gli Stati Generali, influenzati dal sacco, firmarono la pacificazione di Ghent appena quattro giorni dopo, unificando le province ribelli con quelle lealiste con l'intento di rimuovere tutti i soldati spagnoli dai Paesi Bassi e porre fine alle persecuzioni degli eretici.
Questo attacco inoltre segnò l'inizio della fine del mercato dell'abbigliamento e della tessitura che era particolarmente florido ad Anversa. I commercianti inglesi, non volendo rischiare visitando la città che ora si trovava in una zona di guerra, cercarono altri collegamenti commerciali con altri porti. Dal 1582, tutto il commercio inglese ad Anversa poteva dirsi cessato. La ricca ed abbondante popolazione ebrea della città perse il proprio status e la comunità locale si indebolì moltissimo pur essendo stata una delle più importanti d'Europa.
Il sacco portò al declino economico, finanziario e culturale di Anversa nei Paesi Bassi, aprendo però la strada all'ascesa di Amsterdam.
Questo fu uno degli eventi che contribuirono alla Leggenda nera spagnola.